# Acrostichum

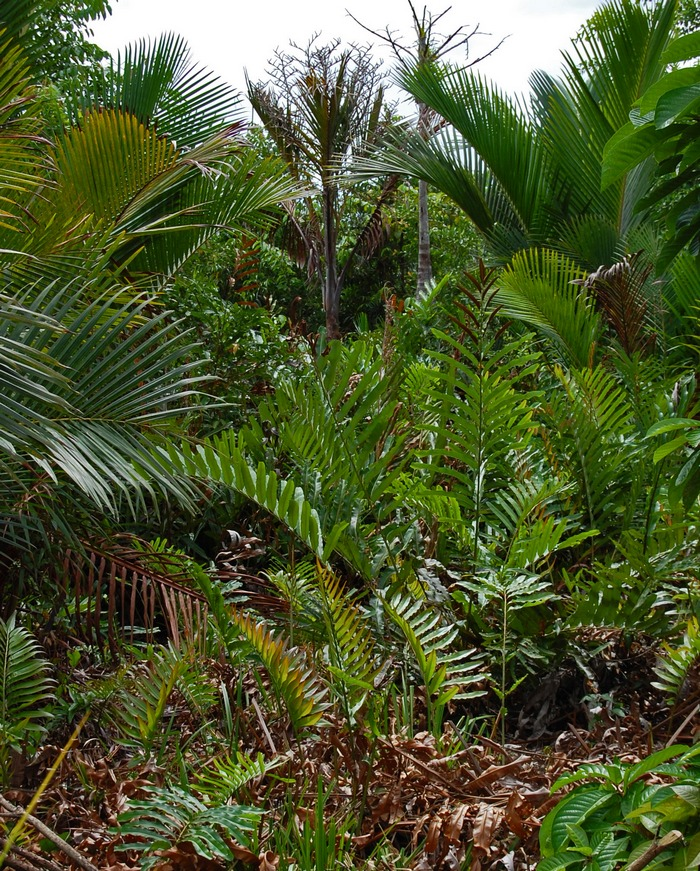
A. aureum en Indonesia

Acrostichum es un género de helechos de la familia Pteridaceae.  Es uno de los géneros de Pteridophyta descrito por Linneo. 

## Descripción
Las especies de Acrostichum son helechos de tamaño considerable, que puede alcanzar los 3,5 m de altura. Son semi-acuáticos, ya que las plantas no toleran inmersiones prolongadas, pero cuyas raíces requieren una humedad constante. En particular Acrostichum aureum tiene una alta tolerancia a la salinidad y es una especie típica de hábitats del manglar.

## Taxonomía
Acrostichum fue descrito por Carlos Linneo y publicado en Species Plantarum 2: 1067–1072, en el año 1753. La especie tipo es:  Acrostichum aureum L.

## Especies aceptadas
- Acrostichum apiifolium (J.Sm.) Hook.
- Acrostichum assurgens Baker
- Acrostichum aureum L.
- Acrostichum cayennense (Fée) C.Presl
- Acrostichum danaeifolium (Fée) C.Presl
- Acrostichum durvillei (Fée) C.Presl
- Acrostichum heterophyllum L.
- Acrostichum inaequale (Fée) C.Presl
- Acrostichum longifolium Jacq.
- Acrostichum repandum Blume
- Acrostichum rigens (Fée) C.Presl
- Acrostichum sculpturatum (Fée) C.Presl
- Acrostichum sinense Baker
- Acrostichum sorbifolium L.
- Acrostichum speciosum (Fée) C.Presl
- Acrostichum spectabile (Kunze) Racib.
- Acrostichum yunnanense Baker